# Elazığ
Elazığ er en by i det østlige Tyrkiet med 421.726(2018) indbyggere. Elazığ er hovedstad i provinsen af samme navn og ligger i regionen Anatolien.